# Ensenyament de la llengua catalana al final del franquisme al Camp de Tarragona
A finals dels anys seixanta del segle xx, la dictadura franquista havia permès l'ensenyament de la llengua catalana a nivell privat, tanmateix la normalització de l'aprenentatge de la llengua no s'iniciaria fins al curs 1978-1979 quan s'aplicà del Decret d'Ensenyament del Català a l'ensenyament Primari i Secundari.

## Cronologia
Mentrestant la pressió social a favor del reconeixement del català va ser canalitzat sobretot gràcies a entitats com Òmnium Cultural que gràcies a persones que tenien el títol de Mestre de Català expedit per la JAEC, fundada el 1961, van satisfer la necessitat de l'aprenentatge de la llengua de molts catalans.
Cap al 1968, a nivell institucional hi va haver un intent sorgit a redós de la Diputació Provincial de Tarragona perquè s'organitzessin unes aules didàctiques a la casa de cultura. Tanmateix el projecte no prosperà.
L'expansió de l'ensenyament de la llengua sorgia d'iniciatives ben variades. Hi ha el cas del l'Acadèmia Chavarria de Tarragona situada a la Rambla Nova que l'any 1971 va organitzar classes de català sota el reclam publicitari: "Català per a tothom", Jesús Figueres en fou el professor. Els alumnes eren gent que treballava i a les tardes anava a estudiar a l'acadèmia.
Sovint les classes de català sorgien d'algun grup de joves que tenien iniciatives culturals, catalanistes i d'esquerra. És el cas de la vila d'Alcover, a la comarca de l'Alt Camp. L'any 1974 Jesús Figueres i Joan Cavallé feren classes de llengua a una vintena de persones, majoritàriament joves, a la sala del “Plantel” de la Cooperativa Agrícola del poble. Tots dos feien classe alhora. Eren autodidactes, havien après català a través de lectures, d'escriure-hi i d'estudiar alguna de les poques gramàtiques que es podien trobar al mercat. Més tard l'activisme cultural es vehiculà a través del CEA (Centre d'Estudis Alcoverencs) fundat l'any 1978.
Entre 1975 i 1977, Figueres va fer de professor als cursos de 7è i 8è de l'escola pública de Vila-seca de Solcina, al Tarragonès. Va coincidir amb Teresa Comas i Josep-Lluís Carod-Rovira, activistes lingüístics, culturals i polítics. Les classes eren en horari escolar i les organitzava Òmnium Cultural de Tarragonès. Tingué el suport de l'Ajuntament de la vila a través de l'alcalde Josep Malapeira. El fet que el poble tingués un índex elevat d'immigrants castellanoparlants és un fet remarcable.
Durant el curs escolar 1974-75, s'organitzaren classes de català fora d'horari escolar al Col·legi de Pràctiques de Tarragona (Colegio Nacional de Prácticas Masculino de Tarragona). Tingué el suport del claustre de professors i del director Marcel Riera. Aquí torna a aparèixer Òmnium Cultural del Tarragonès que malda per introduir l'ensenyament de la llengua en diferents escoles de Primària. Tot això ho relata Rafael Muñoz quan diu que Òmnium era el motor i l'ànima de la iniciativa. N'era presidenta l'Olga Xirinacs que, al final de curs, va adreçar una carta molt emotiva al professors que impartien les classes.
Cal també esmentar l'Escola Pax, situada al mas de Mallol que, segons testimoni de Teresa Comas “va ser l'únic oasi lingüístic” a Tarragona en ser “una escola catalana, laica i progressista.”
Rosa Maria Codines, presidenta actual d'Òmnium, diu referent a tots els pioners de l'ensenyament del català al Tarragonès: “Aquestes persones són les que van salvar els mots” tot manllevant uns versos de Salvador Espriu.